# Hygrotus artus
Hygrotus artus är en skalbaggsart som först beskrevs av Henry Clinton Fall 1919.  Hygrotus artus ingår i släktet Hygrotus och familjen dykare. IUCN kategoriserar arten globalt som utdöd. Inga underarter finns listade i Catalogue of Life.